# Bascuñuelos
Bascuñuelos es una localidad del municipio burgalés de Valle de Tobalina, en la comunidad autónoma de Castilla y León (España). 
La iglesia parroquial está dedicada a santo Tomás Apóstol.

## Localidades limítrofes
Confina con las siguientes localidades:
- Al noreste con Extramiana.
- Al este con Leciñana de Tobalina.
- Al sureste con Lozares de Tobalina.
- Al oeste con Virués.
- Al noroeste con Cadiñanos.

## Demografía
Evolución de la población
| Gráfica de evolución demográfica de Bascuñuelos entre 2000 y 2017  |
|                                                                    |
| Población de derecho (2000-2017) según el padrón municipal del INE |

## Historia
Así se describe a Bascuñuelos en el tomo IV del Diccionario geográfico-estadístico-histórico de España y sus posesiones de Ultramar, obra impulsada por Pascual Madoz a mediados del siglo XIX:

Lugar en la provincia, diócesis, audiencia territorial y capitanía general de Burgos (14 leguas), partido judicial de Villarcayo (5), ayuntamiento de Moneo; Situado en llano al S de un monte que domina la población, bien ventilado y con clima saludable. Se compone de 40 casas de 20 a 30 pies de elevación con piso alto; se halla reunidas en 2 barrios que distan como 200 pies el uno del otro; hay una fuente de buenas aguas para el surtido del vecindario; una iglesia parroquial bajo la advocación de San Juan, servida por un cura párroco que provee el diocesano en patrimoniales, y un cementerio en paraje que no puede perjudicar a la salud pública. Confina N Cadiñanos; E Lozares, y S y O Virués. El terreno es arcilloso, arenoso y cascajoso, y se divide en primera, segunda y tercera suertes, comprendiendo la primera 50 fanegas de tierra sembradura, 60 la segunda y 110 de la tercera que producen de 6 a 8 por una; al N de la población hay un monte con otros más pequeños a su derredor, pero escasean de arbolado; por su término no cruza más que un pequeño arroyo que solo corre en el invierno, y el derrame de un manantial de aguas de buena calidad; los caminos son de servidumbre de pueblo a pueblo. Producciones: trigo, cebada, avena, yeros, frutas, vino, chacolí y legumbres de varias clases; ganado vacuno, lanar y cabrío, y los caballos y mulas necesarias para las labores del campo; y caza de liebres, perdices y zorros. Población: 13 vecinos, 49 almas. Capital productivo: 230.810 reales. Imponible: 21.914. Contribución: 1.153 reales 19 maravedíes.
Diccionario geográfico-estadístico-histórico de España y sus posesiones de Ultramar